# Route 14 (Nouvelle-Écosse)
Pour les articles homonymes, voir Route 14.
La route 14 est une route principale de la Nouvelle-Écosse située dans le sud de la province. Elle relie Chester à Milford, en contournant Halifax une quarantaine de kilomètres à l'ouest et au nord. Elle traverse une région boisée au sud et mixte au nord. La route parcourt 120 km (75 mi).

## Description du tracé
La route 14 débute au nord-ouest de Chester, à Robinsons Corner. Elle croise d'abord la route 103 avant de se diriger vers le nord sur 50 km (31 mi) en traversant une région boisée et plus ou moins isolée. Elle passe par Waterville et Vaughan. Au nord de Martock, à Currys Corner, elle forme un multiplex de 2 km (1,2 mi) avec la route 1, en passant au nord de Three Mile Plains. Elle croise la route 101, puis elle rejoint Brooklyn et Woodville en se dirigeant vers le nord-est. Elle atteint ensuite la région de Rawdon, puis elle suit la Nine Mile River en traversant la ville du même nom. Elle rejoint par la suite la route 102, puis elle se termine à une intersection sur la route 2, à Milford.

## Intersections majeures
| Comté                   | Ville                 | km     | Destinations                                                         | Notes                                                                         |
| ----------------------- | --------------------- | ------ | -------------------------------------------------------------------- | ----------------------------------------------------------------------------- |
| Lunenburg               | Chester               | 0,00   | Route 3 – Bridgewater, Chester                                       |                                                                               |
| Lunenburg               | Chester               | 1,20   | Route 103 – Halifax, Bridgewater, Yarmouth                           | Sortie 8 de la Route 103                                                      |
| Hants                   | Windsor               | 52,40  | Route 1 ouest – Windsor                                              | Terminus ouest du multiplex avec la Route 1                                   |
| Hants                   | Garlands Crossing     | 54,20  | Route 1 est – St. Croix                                              | Terminus est du multiplex avec la Route 1                                     |
| Hants                   |                       | 55,20  | Route 101 – Halifax, Dartmouth, Falmouth, Wolfville, Yarmouth        | Sortie 5 de la Route 101                                                      |
| Hants                   | Brooklyn              | 64,00  | Route 215 ouest – Halifax                                            | Terminus ouest du multiplex avec la Route 215                                 |
| Hants                   | Brooklyn              | 64,80  | Route 215 est vers Route 236 – Walton, Stanley                       | Terminus est du multiplex avec la Route 215                                   |
| Hants                   | Centre Rawdon         | 80,80  | Route 202 – Clarksville, Gore, South Rawdon, Lakelands               |                                                                               |
| Hants                   | Upper Rawdon          | 93,10  | Route 354 (Beaver Bank Road) – Sackville, Halifax, Kennetcook, Noël  |                                                                               |
| Hants                   |                       | 98,20  | Route 202 ouest vers Route 354 – Clarksville, Gore, Kennetcook, Noël | Terminus est de la Route 202                                                  |
| Hants                   | Lower Nine Mile River | 110,30 | Route 214 est – Elmsdale, Halifax                                    | Terminus ouest de la Route 214                                                |
| Hants                   | Milford Station       | 119,90 | Route 102 – Halifax, Truro Route 224 nord – Shubénacadie             | Sortie 5 de la Route 102; terminus sud de la Route 224; carrefours giratoires |
| Hants                   | Milford Station       | 120,70 | Route 2 – Elmsdale, Halifax, Truro, Shubénacadie                     |                                                                               |
| - Terminus de multiplex |                       |        |                                                                      |                                                                               |